# Viking Stadion
Viking Stadion — wielofunkcyjny stadion, położony w mieście Stavanger (Norwegia). Oddany został do użytku w 2004 roku. Od tego czasu swoje mecze na tym stadionie rozgrywa zespół Viking FK.
Pojemność Viking Stadion wynosi 16 400 miejsc. Rekordową frekwencję, wynosząca 16 448 osób, odnotowano w 2007 roku podczas meczu pomiędzy Viking a Lyn Fotball.